# Монастырь Святого Василия Острожского (Хорватия)
Монастырь Святого Василия Острожского (серб. Манастир Светог Василија Острошког) — монастырь Сербской православной церкви у села Черногорцы близ города Имотски в Далмации на территории современной Хорватии. Монастырь был заложен в 2005 году и в настоящее время продолжается его строительство. Монастырь должен стать духовным центром Имотской Краины.